# NGC 5498
NGC 5498 (другие обозначения — UGC 9075, MCG 4-33-43, ZWG 132.80, ZWG 133.3, PGC 50639) — галактика в созвездии Волопас.
Этот объект входит в число перечисленных в оригинальной редакции «Нового общего каталога».